# Antonio Trono
Antonio Trono (Sava, 5 agosto 1935) è un ex arbitro di calcio italiano.

## Carriera
Di origini pugliesi, ha iniziato ad arbitrare per la Sezione A.I.A.  dl Torino a fine anni '50.
Promosso alla C.A.S.P. (Commissariato Arbitri Semiprofessionisti) , inizia ad arbitrare in Serie C all'inizio della stagione 1963-1964. Dopo aver diretto in Serie C per tre stagioni, il 12 marzo 1967 a Livorno ha esordito nel campionato cadetto 1966-1967 nella partita Livorno-Reggina (2-1). 
È arrivato a dirigere la massima serie nel 1970, anno in cui ha ricevuto il Premio Florindo Longagnani, il prestigioso riconoscimento conferito al miglior fischietto debuttante in Serie A.
L'esordio in Serie A è avvenuto a Bologna l'8 febbraio 1970 nell'incontro Bologna-Verona (0-0).

Diresse l'ultima partita in Serie A a Milano il 6 aprile 1975 in Milan-Cagliari (0-0).

Nella sua carriera, dopo i cinque anni in Serie C, ha diretto 82 partite di Serie B e 27 incontri nel massimo campionato italiano.